# 15a Mostra Internacional de Cinema de Venècia
La 15a Mostra Internacional de Cinema de Venècia va tenir lloc del 22 d'agost al 7 de setembre de 1954.

## Jurat
- Ignazio Silone - Itàlia (president)[2]
- Bengt Idestam Almquist - Suècia
- Louis Chauvet - França
- Carlos Fernández Cuenca - Espanya
- Roger Manvell - GB
- Mario Gromo - Itàlia
- Pasquale Ojetti - Itàlia
- Piero Regnoli - Itàlia
- Filippo Sacchi - Itàlia

## Pel·lícules en competició
| Títol original        | Director(s)       | País de producció |
| --------------------- | ----------------- | ----------------- |
| Sansho Dayu           | Kenji Mizoguchi   | Japó              |
| Shichinin no Samurai  | Akira Kurosawa    | Japó              |
| La llei del silenci   | Elia Kazan        | Estats Units      |
| La strada             | Federico Fellini  | Itàlia            |
| Executive Suite       | Robert Wise       | Estats Units      |
| L'air de Paris        | Marcel Carné      | França            |
| Romeo i Julieta       | Renato Castellani | Itàlia            |
| Touchez pas au grisbi | Jacques Becker    | França            |
| Father Brown          | Robert Hamer      | Regne Unit        |
| La romana             | Luigi Zampa       | Itàlia            |
| Senso                 | Luchino Visconti  | Itàlia            |

## Premis
- Gran Premi Internacional de Venècia
  - Millor pel·lícula - Romeo i Julieta (Renato Castellani)
- Lleó d'Argent a la millor direcció
  - Elia Kazan (La llei del silenci)
  - Kenji Mizoguchi (Sansho Dayu)
  - Akira Kurosawa (Shichinin no Samurai)
  - Federico Fellini (La strada)
- Copa Volpi
  - Millor Actor - Jean Gabin (Touchez pas au grisbi i L'air de Paris)
- Premi OCIC 
  - La llei del silenci (Elia Kazan)
- Premi Pasinetti 
  - La llei del silenci (Elia Kazan)
- Gran Premi Absolut 
  - The Back of Beyond (John Heyer)
- Premi especial
  - Executive Suite (repartiment conjunt)